# 엘 페리오디코 데 카탈루냐

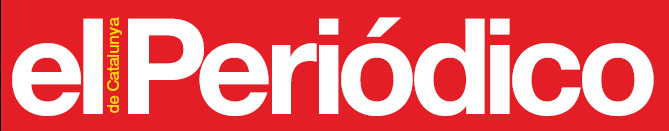
로고

엘 페리오디코 데 카탈루냐(카탈루냐어: El Periódico de Catalunya, 스페인어: El Periódico de Catalunya)는 스페인의 신문이다.